# Siphanta lynae
Siphanta lynae är en insektsart som beskrevs av Fletcher 1985. Siphanta lynae ingår i släktet Siphanta och familjen Flatidae. Inga underarter finns listade i Catalogue of Life.